# Комплексне використання корисних копалин
Комплексне використання корисних копалин (рос. комплексное использование полезных ископаемых, англ. complex use of minerals; нім. Komplexausnutzung f der Bodenschätze m pl, komplexe Ausnutzung f der Bodenschätze m pl) — найбільш повне, економічно доцільне використання основних, а також сумісно з ними залягаючих корисних копалин і компонентів, що в них містяться, та відходів виробництва.
Комплексне використання корисних копалин складається з комплексного освоєння надр, комплексної і комбінованої переробки мінеральної сировини. 